# Ayzieu
Ayzieu település Franciaországban, Gers megyében. Lakosainak száma 159 fő (2022. január 1.). Ayzieu Bourrouillan, Campagne-d’Armagnac, Cazaubon, Lias-d’Armagnac, Manciet és Marguestau községekkel határos.

## Népesség
A település népességének változása:
| Lakosok száma | 235  | 163  | 141  | 142  | 159  | 161  | 159  | 160  | 160  | 159  |
|               | 1968 | 1982 | 1990 | 2006 | 2013 | 2015 | 2017 | 2019 | 2020 | 2022 |